# NHL Entry Draft 2021
Der NHL Entry Draft 2021 fand am 23. und 24. Juli 2021 statt. Wie bereits im Vorjahr wurde auch diese 59. Auflage des NHL Entry Draft, wie die aufgrund der COVID-19-Pandemie später endende Saison 2020/21, nach hinten verschoben und wurde nun etwa einen Monat nach dem üblichen Zeitpunkt im Juni abgehalten. Ebenfalls wie im Vorjahr diente als Format eine Videokonferenz in den Studios des NHL Network in Secaucus im Bundesstaat New Jersey.
An erster Gesamtposition wählten die Buffalo Sabres den kanadischen Verteidiger Owen Power, gefolgt vom US-amerikanischen Center Matty Beniers für die Seattle Kraken sowie dem kanadischen Angreifer Mason McTavish für die Anaheim Ducks.

## Verfügbare Spieler
Alle Spieler, die zwischen dem 1. Januar 2001 und dem 15. September 2003 geboren wurden, waren für den Draft verfügbar. Zusätzlich waren alle ungedrafteten, nicht-nordamerikanischen Spieler über 20 für den Draft zugelassen. Ebenso waren diejenigen Spieler verfügbar, die beim NHL Entry Draft 2019 gewählt wurden und bis zum Zeitpunkt des Entry Draft 2021 keinen Einstiegsvertrag bei ihrem ursprünglichen Draftverein unterschrieben hatten.

## Draft-Reihenfolge

### Lotterie
Legende: Erstes Wahlrecht  Zweites Wahlrecht
| Nr. | Team                  | Chance |
| 1.  | Buffalo Sabres        | 16,6 % |
| 2.  | Anaheim Ducks         | 12,1 % |
| 3.  | Seattle Kraken        | 10,3 % |
| 4.  | New Jersey Devils     | 10,3 % |
| 5.  | Columbus Blue Jackets | 8,5 %  |
| 6.  | Detroit Red Wings     | 7,6 %  |
| 7.  | San Jose Sharks       | 6,7 %  |
| 8.  | Los Angeles Kings     | 5,8 %  |

| Nr. | Team                | Chance |
| 9.  | Vancouver Canucks   | 5,4 %  |
| 10. | Ottawa Senators     | 4,5 %  |
| 11. | Arizona Coyotes     | 3,1 %  |
| 12. | Chicago Blackhawks  | 2,7 %  |
| 13. | Calgary Flames      | 2,2 %  |
| 14. | Philadelphia Flyers | 1,8 %  |
| 15. | Dallas Stars        | 1,4 %  |
| 16. | New York Rangers    | 1,0 %  |

Die Draft-Reihenfolge aller Teams, die in der Saison 2020/21 die Playoffs verpassten, wurde durch die Draft-Lotterie bestimmt. Nachdem zwischen 2016 und 2020 die ersten drei Wahlrechte verlost wurden, ging man im Draft 2021 dazu über, nur die ersten beiden Wahlrechte über die Lotterie zu verteilen. Darüber hinaus nahm mit den Seattle Kraken das neu gegründete 32. NHL-Franchise an der Lotterie teil, das, wie bereits bei den Vegas Golden Knights im Jahre 2017 praktiziert, die gleichen Gewinnchancen wie das drittschlechteste Team der abgelaufenen Spielzeit erhielt. Die jeweiligen Gewinnchancen mussten somit gegenüber den Vorjahren verändert werden und sind für die erste Ziehung in der Tabelle dargestellt.
Die Draft-Lotterie fand am 2. Juni 2021 statt, wobei die Buffalo Sabres als schwächste Mannschaft der vergangenen Saison auch das erste Wahlrecht zugelost bekamen. Das zweite Wahlrecht ging derweil an die Seattle Kraken, die somit einen Platz aufstiegen, während die Anaheim Ducks nun an dritter statt an zweiter Stelle wählen. Hätten die Arizona Coyotes eine der beiden Ziehungen gewonnen, wäre einfach erneut gelost worden (Details s. Transfers von Erstrunden-Wahlrechten).
Die Draftreihenfolge der 16 Playoff-Teilnehmer stand nach dem Stanley-Cup-Finale fest. Der Stanley-Cup-Sieger wurde auf Position 32, der Finalgegner auf Position 31 gesetzt. Auf den Positionen 29 und 30 wurden die im Halbfinale ausgeschiedenen Teams einsortiert. Die restlichen Playoff-Mannschaften wurden anhand ihres Tabellenstandes in der regulären Saison gesetzt. Dabei galt, dass die Mannschaft mit den wenigen Punkten auf Position 17 steht. Die Draft-Reihenfolge galt für alle Runden des Entry Draft, die Lotterie veränderte somit nur die Reihenfolge der ersten Wahlrunde. Zudem konnten die Mannschaften über Transfers Wahlrechte anderer Teams erwerben sowie eigene an andere Mannschaften abgeben.

### Transfers von Erstrunden-Wahlrechten
| Datum            | Von                         | Zu                             | Anmerkung |
| ---------------- | --------------------------- | ------------------------------ | --- |
|                  | Arizona Coyotes             | entzogen                       | Die Arizona Coyotes mussten ihr Erstrunden-Wahlrecht dieses Jahres ebenso wie das Zweitrunden-Wahlrecht des Vorjahres abgeben. Diese Sanktion wurde von der NHL für einen Verstoß gegen die Regularien des Draft Combine ausgesprochen. Die Coyotes hatten für den Draft verfügbare Spieler außerhalb des Combine, der eigentlich dafür vorgesehen ist, sportlichen Tests unterzogen. |
| 10. Februar 2020 | Pittsburgh Penguins         | Minnesota Wild                 | Die Pittsburgh Penguins erhielten Jason Zucker und sandten im Gegenzug Alex Galchenyuk, Calen Addison sowie ein konditionales Erstrunden-Wahlrecht für den NHL Entry Draft 2020 nach Minnesota. Das Wahlrecht sollte sich automatisch um ein Jahr nach hinten verschieben, sofern die Penguins in der Saison 2019/20 die Playoffs verpassen sollten. Letztlich erhielten die Wild das Wahlrecht für den Draft 2021, da sich die Regularien der Playoffs 2020, in denen die Penguins in der Qualifizierungsrunde ausschieden, aufgrund der COVID-19-Pandemie deutlich geändert hatten. |
| 7. April 2021    | New York Islanders          | New Jersey Devils              | Die New York Islanders erhielten Kyle Palmieri und Travis Zajac und sandten im Gegenzug A. J. Greer, Mason Jobst, das Erstrunden-Wahlrecht sowie ein konditionales Viertrunden-Wahlrecht für den NHL Entry Draft 2022 nach New Jersey. |
| 10. April 2021   | Tampa Bay Lightning         | Columbus Blue Jackets          | Die Tampa Bay Lightning gaben in einem komplexen Tauschgeschäft, an dem auch die Detroit Red Wings beteiligt waren, unter anderem das Erstrunden-Wahlrecht ab und erhielten dafür letztlich David Savard. |
| 11. April 2021   | Toronto Maple Leafs         | Columbus Blue Jackets          | Die Toronto Maple Leafs gaben in einem komplexen Tauschgeschäft, an dem auch die San Jose Sharks beteiligt waren, unter anderem das Erstrunden-Wahlrecht ab und erhielten dafür letztlich Nick Foligno. |
| 12. April 2021   | Washington Capitals         | Detroit Red Wings              | Die Washington Capitals erhielten Anthony Mantha und sandten im Gegenzug Jakub Vrána, Richard Pánik, das Erstrunden-Wahlrecht sowie ein Zweitrunden-Wahlrecht im NHL Entry Draft 2022 nach Detroit. |
| 23. Juli 2021    | Vancouver Canucks           | Arizona Coyotes                | Die Vancouver Canucks erhielten Oliver Ekman Larsson sowie Conor Garland und sandten im Gegenzug Loui Eriksson, Jay Beagle und Antoine Roussel, das Erstrunden-Wahlrecht, ein Zweitrunden-Wahlrecht für den NHL Entry Draft 2022 sowie ein Siebtrunden-Wahlrecht im NHL Entry Draft 2023 nach Arizona. |
| 23. Juli 2021    | Chicago Blackhawks (Tausch) | Columbus Blue Jackets (Tausch) | Die Chicago Blackhawks erhielten Seth Jones, das Erstrunden-Wahlrecht von Tampa Bay (32. Position) sowie ein Sechstrunden-Wahlrecht für den NHL Entry Draft 2022 und sandten im Gegenzug Adam Boqvist, jeweils ein Erstrunden-Wahlrecht für die Drafts 2021 (12. Position) und 2022 sowie ein Zweitrunden-Wahlrecht für den diesjährigen Draft nach Columbus. |
| 23. Juli 2021    | Philadelphia Flyers         | Buffalo Sabres                 | Die Philadelphia Flyers erhielten Rasmus Ristolainen und sandten im Gegenzug Robert Hägg, das Erstrunden-Wahlrecht sowie ein Zweitrunden-Wahlrecht für den NHL Entry Draft 2023 nach Buffalo. |
| 23. Juli 2021    | Dallas Stars (Tausch)       | Detroit Red Wings (Tausch)     | Die Dallas Stars gaben ihr Erstrunden-Wahlrecht für die 15. Position an die Detroit Red Wings ab und erhielten dafür das Erstrunden-Wahlrecht von Washington für die 23. Position sowie ein Zweitrunden-Wahlrecht (48. Position) und ein Fünftrunden-Wahlrecht (138. Position). |
| 23. Juli 2021    | Edmonton Oilers (Tausch)    | Minnesota Wild (Tausch)        | Die Edmonton Oilers gaben ihr Erstrunden-Wahlrecht für die 20. Position an die Minnesota Wild ab und erhielten dafür deren Erstrunden-Wahlrecht für die 22. Position sowie ein Drittrunden-Wahlrecht (90. Position). |
| 23. Juli 2021    | Carolina Hurricanes         | Nashville Predators            | Die Carolina Hurricanes gaben ihr Erstrunden-Wahlrecht für die 27. Position an die Nashville Predators ab und erhielten dafür zwei Zweitrunden-Wahlrechte (40. und 51. Position). |

## Rankings
Die Final Rankings der NHL Central Scouting Services vom 27. Mai 2021 sowie das mehrere externe Ranglisten vereinende Consolidated Ranking von eliteprospects.com mit den vielversprechendsten Talenten für den NHL Entry Draft 2021:
| Rang | Feldspieler Nordamerika | Pos. | Feldspieler Europa | Pos. |
| ---- | ----------------------- | ---- | ------------------ | ---- |
| 1    | Owen Power              | D    | William Eklund     | LW   |
| 2    | Mason McTavish          | C    | Simon Edvinsson    | D    |
| 3    | Kent Johnson            | C    | Aatu Räty          | C    |
| 4    | Luke Hughes             | D    | Nikita Tschibrikow | RW   |
| 5    | Dylan Guenther          | RW   | Daniil Tschaika    | D    |
| 6    | Matty Beniers           | C    | Fjodor Swetschkow  | C    |
| 7    | Brandt Clarke           | D    | Alexander Kissakow | LW   |
| 8    | Brennan Othmann         | LW   | Isak Rosén         | RW   |
| 9    | Matt Coronato           | RW   | Fabian Lysell      | RW   |
| 10   | Cole Sillinger          | C    | Samu Tuomaala      | RW   |

| Rang | Torhüter Nordamerika | Torhüter Europa   |
| ---- | -------------------- | ----------------- |
| 1    | Sebastian Cossa      | Jesper Wallstedt  |
| 2    | Benjamin Gaudreau    | Aljaksej Kolassau |
| 3    | Tristan Lennox       | Patrik Hamrla     |

| Rang | Spieler          | Pos. |
| ---- | ---------------- | ---- |
| 1    | Owen Power       | D    |
| 2    | Brandt Clarke    | D    |
| 3    | Matty Beniers    | C    |
| 4    | Luke Hughes      | D    |
| 5    | William Eklund   | LW   |
| 6    | Simon Edvinsson  | D    |
| 7    | Kent Johnson     | C    |
| 8    | Dylan Guenther   | RW   |
| 9    | Fabian Lysell    | RW   |
| 10   | Jesper Wallstedt | G    |

## Draftergebnis
| Inhaltsverzeichnis Runde 1 \| Runde 2 \| Runde 3 \| Runde 4 \| Runde 5 \| Runde 6 \| Runde 7 |

### Runde 1
| #   | Spieler                             | Nationalität                        | Position                            | NHL-Team                                                               | College-/Junioren-/Profi-Team                       |
| --- | ----------------------------------- | ----------------------------------- | ----------------------------------- | ---------------------------------------------------------------------- | --------------------------------------------------- |
| 1.  | Owen Power                          | Kanada                              | D                                   | Buffalo Sabres                                                         | University of Michigan (NCAA)                       |
| 2.  | Matty Beniers                       | Vereinigte Staaten                  | C                                   | Seattle Kraken                                                         | University of Michigan (NCAA)                       |
| 3.  | Mason McTavish                      | Kanada                              | C                                   | Anaheim Ducks                                                          | EHC Olten (Swiss League)                            |
| 4.  | Luke Hughes                         | Vereinigte Staaten                  | D                                   | New Jersey Devils                                                      | USA Hockey National Team Development Program (USHL) |
| 5.  | Kent Johnson                        | Kanada                              | C                                   | Columbus Blue Jackets                                                  | University of Michigan (NCAA)                       |
| 6.  | Simon Edvinsson                     | Schweden                            | D                                   | Detroit Red Wings                                                      | Frölunda HC (SHL)                                   |
| 7.  | William Eklund                      | Schweden                            | LW                                  | San Jose Sharks                                                        | Djurgårdens IF (SHL)                                |
| 8.  | Brandt Clarke                       | Kanada                              | D                                   | Los Angeles Kings                                                      | HC Nové Zámky (slowak. Extraliga)                   |
| 9.  | Dylan Guenther                      | Kanada                              | RW                                  | Arizona Coyotes (von Vancouver Canucks)                                | Edmonton Oil Kings (WHL)                            |
| 10. | Tyler Boucher                       | Vereinigte Staaten                  | RW                                  | Ottawa Senators                                                        | USA Hockey National Team Development Program (USHL) |
| 11. | entzogener Pick der Arizona Coyotes | entzogener Pick der Arizona Coyotes | entzogener Pick der Arizona Coyotes | entzogener Pick der Arizona Coyotes                                    | entzogener Pick der Arizona Coyotes                 |
| 12. | Cole Sillinger                      | Kanada                              | C                                   | Columbus Blue Jackets (von Chicago Blackhawks)                         | Sioux Falls Stampede (USHL)                         |
| 13. | Matt Coronato                       | Vereinigte Staaten                  | RW                                  | Calgary Flames                                                         | Chicago Steel (USHL)                                |
| 14. | Isak Rosén                          | Schweden                            | RW                                  | Buffalo Sabres (von Philadelphia Flyers)                               | Leksands IF (SHL)                                   |
| 15. | Sebastian Cossa                     | Kanada                              | G                                   | Detroit Red Wings (von Dallas Stars)                                   | Edmonton Oil Kings (WHL)                            |
| 16. | Brennan Othmann                     | Kanada                              | LW                                  | New York Rangers                                                       | EHC Olten (Swiss League)                            |
| 17. | Zachary Bolduc                      | Kanada                              | C                                   | St. Louis Blues                                                        | Océanic de Rimouski (LHJMQ)                         |
| 18. | Chaz Lucius                         | Vereinigte Staaten                  | C                                   | Winnipeg Jets                                                          | USA Hockey National Team Development Program (USHL) |
| 19. | Fjodor Swetschkow                   | Russland                            | C                                   | Nashville Predators                                                    | Lada Toljatti (Wysschaja Hockey-Liga)               |
| 20. | Jesper Wallstedt                    | Schweden                            | G                                   | Minnesota Wild (von Edmonton Oilers)                                   | Luleå HF (SHL)                                      |
| 21. | Fabian Lysell                       | Schweden                            | RW                                  | Boston Bruins                                                          | Luleå HF (SHL)                                      |
| 22. | Xavier Bourgault                    | Kanada                              | C                                   | Edmonton Oilers (von Minnesota Wild)                                   | Cataractes de Shawinigan (LHJMQ)                    |
| 23. | Wyatt Johnston                      | Kanada                              | C                                   | Dallas Stars (von Washington Capitals via Detroit Red Wings)           | Windsor Spitfires (OHL)                             |
| 24. | Matthew Samoskevich                 | Vereinigte Staaten                  | RW                                  | Florida Panthers                                                       | Chicago Steel (USHL)                                |
| 25. | Corson Ceulemans                    | Kanada                              | D                                   | Columbus Blue Jackets (von Toronto Maple Leafs)                        | Brooks Bandits (AJHL)                               |
| 26. | Carson Lambos                       | Kanada                              | D                                   | Minnesota Wild (von Pittsburgh Penguins)                               | Winnipeg Ice (WHL)                                  |
| 27. | Zachary L’Heureux                   | Kanada                              | LW                                  | Nashville Predators (von Carolina Hurricanes)                          | Halifax Mooseheads (LHJMQ)                          |
| 28. | Oskar Olausson                      | Schweden                            | RW                                  | Colorado Avalanche                                                     | HV71 (SHL)                                          |
| 29. | Chase Stillman                      | Kanada                              | RW                                  | New Jersey Devils (von New York Islanders)                             | Esbjerg Energy U20 (Dänemark U20)                   |
| 30. | Zach Dean                           | Kanada                              | C                                   | Vegas Golden Knights                                                   | Olympiques de Gatineau (LHJMQ)                      |
| 31. | Logan Mailloux                      | Kanada                              | D                                   | Canadiens de Montréal                                                  | SK Lejon (Hockeyettan)                              |
| 32. | Nolan Allan                         | Kanada                              | D                                   | Chicago Blackhawks (von Tampa Bay Lightning via Columbus Blue Jackets) | Prince Albert Raiders (WHL)                         |

### Runde 2
| #   | Spieler            | Nationalität       | Position | NHL-Team                                                                                             | College-/Junioren-/Profi-Team                       |
| --- | ------------------ | ------------------ | -------- | --- | --------------------------------------------------- |
| 33. | Prochor Poltapow   | Russland           | RW       | Buffalo Sabres                                                                                       | Krasnaja Armija Moskau (MHL)                        |
| 34. | Olen Zellweger     | Kanada             | D        | Anaheim Ducks                                                                                        | Everett Silvertips (WHL)                            |
| 35. | Ryker Evans        | Kanada             | D        | Seattle Kraken                                                                                       | Regina Pats (WHL)                                   |
| 36. | Shai Buium         | Vereinigte Staaten | D        | Detroit Red Wings (von New Jersey Devils via Vegas Golden Knights)                                   | Sioux City Musketeers (USHL)                        |
| 37. | Josh Doan          | Vereinigte Staaten | RW       | Arizona Coyotes (von Columbus Blue Jackets via Ottawa Senators)                                      | Chicago Steel (USHL)                                |
| 38. | Daniil Tschaika    | Russland           | D        | Vegas Golden Knights (von Detroit Red Wings)                                                         | ZSKA Moskau (KHL)                                   |
| 39. | Zach Ostapchuk     | Kanada             | C        | Ottawa Senators (von San Jose Sharks)                                                                | Vancouver Giants (WHL)                              |
| 40. | Scott Morrow       | Vereinigte Staaten | D        | Carolina Hurricanes (von Los Angeles Kings via Nashville Predators)                                  | Shattuck St. Mary’s (US High School)                |
| 41. | Danila Klimowitsch | Belarus            | RW       | Vancouver Canucks                                                                                    | Dinamo Maladsetschna (belaruss. Extraliga)          |
| 42. | Francesco Pinelli  | Kanada             | C        | Los Angeles Kings (von Ottawa Senators)                                                              | HDD Jesenice (Alps Hockey League)                   |
| 43. | Ilja Fedotow       | Russland           | LW       | Arizona Coyotes                                                                                      | Torpedo Nischni Nowgorod (KHL)                      |
| 44. | Aleksi Heimosalmi  | Finnland           | D        | Carolina Hurricanes (von Chicago Blackhawks via Columbus Blue Jackets)                               | Ässät Pori U20 (U20 SM-sarja)                       |
| 45. | William Strömgren  | Schweden           | LW       | Calgary Flames                                                                                       | MODO Hockey (Allsvenskan)                           |
| 46. | Samu Tuomaala      | Finnland           | RW       | Philadelphia Flyers                                                                                  | Kärpät Oulu (Liiga)                                 |
| 47. | Logan Stankoven    | Kanada             | C        | Dallas Stars                                                                                         | Kamloops Blazers (WHL)                              |
| 48. | Artjom Gruschnikow | Russland           | D        | Dallas Stars (von New York Rangers via Detroit Red Wings)                                            | Hamilton Bulldogs (OHL)                             |
| 49. | Benjamin Roger     | Kanada             | D        | Ottawa Senators (von St. Louis Blues via Buffalo Sabres, Vegas Golden Knights und Los Angeles Kings) | London Knights (OHL)                                |
| 50. | Nikita Tschibrikow | Russland           | RW       | Winnipeg Jets                                                                                        | SKA Sankt Petersburg (KHL)                          |
| 51. | Ville Koivunen     | Finnland           | RW       | Carolina Hurricanes (von Nashville Predators)                                                        | Kärpät Oulu U20 (U20 SM-sarja)                      |
| 52. | Aatu Räty          | Finnland           | C        | New York Islanders (von Edmonton Oilers via Detroit Red Wings)                                       | Kärpät Oulu (Liiga)                                 |
| 53. | Alexander Kissakow | Russland           | LW       | Buffalo Sabres (von Boston Bruins)                                                                   | MHK Dynamo Moskau (MHL)                             |
| 54. | Jack Peart         | Vereinigte Staaten | D        | Minnesota Wild                                                                                       | Fargo Force (USHL)                                  |
| 55. | Vincent Iorio      | Kanada             | D        | Washington Capitals                                                                                  | Brandon Wheat Kings (WHL)                           |
| 56. | Evan Nause         | Kanada             | D        | Florida Panthers                                                                                     | Remparts de Québec (LHJMQ)                          |
| 57. | Matthew Knies      | Vereinigte Staaten | LW       | Toronto Maple Leafs                                                                                  | Tri-City Storm (USHL)                               |
| 58. | Tristan Broz       | Vereinigte Staaten | C        | Pittsburgh Penguins                                                                                  | Fargo Force (USHL)                                  |
| 59. | Samuel Helenius    | Finnland           | C        | Los Angeles Kings (von Carolina Hurricanes)                                                          | JYP Jyväskylä (Liiga)                               |
| 60. | Janis Moser        | Schweiz            | D        | Arizona Coyotes (von Colorado Avalanche via New York Islanders)                                      | EHC Biel (National League)                          |
| 61. | Sean Behrens       | Vereinigte Staaten | D        | Colorado Avalanche (von New York Islanders via New Jersey Devils)                                    | USA Hockey National Team Development Program (USHL) |
| 62. | Colton Dach        | Kanada             | C        | Chicago Blackhawks (von Vegas Golden Knights)                                                        | Saskatoon Blades (WHL)                              |
| 63. | Riley Kidney       | Kanada             | C        | Canadiens de Montréal                                                                                | Titan d’Acadie-Bathurst (LHJMQ)                     |
| 64. | Oliver Kapanen     | Finnland           | C        | Canadiens de Montréal (von Tampa Bay Lightning)                                                      | KalPa U20 (U20 SM-sarja)                            |

### Runde 3
| #   | Spieler           | Nationalität       | Position | NHL-Team                                                                             | College-/Junioren-/Profi-Team                       |
| --- | ----------------- | ------------------ | -------- | ------------------------------------------------------------------------------------ | --------------------------------------------------- |
| 65. | Jayden Grubbe     | Kanada             | C        | New York Rangers (von Buffalo Sabres)                                                | Red Deer Rebels (WHL)                               |
| 66. | Sasha Pastujov    | Vereinigte Staaten | RW       | Anaheim Ducks                                                                        | USA Hockey National Team Development Program (USHL) |
| 67. | Ryan Winterton    | Kanada             | C        | Seattle Kraken                                                                       | Hamilton Bulldogs (OHL)                             |
| 68. | Samu Salminen     | Finnland           | C        | New Jersey Devils                                                                    | Jokerit Helsinki U20 (U20 SM-sarja)                 |
| 69. | Stanislav Svozil  | Tschechien         | D        | Columbus Blue Jackets                                                                | HC Kometa Brno (tschech. Extraliga)                 |
| 70. | Carter Mazur      | Vereinigte Staaten | LW       | Detroit Red Wings                                                                    | Tri-City Storm (USHL)                               |
| 71. | Simon Robertsson  | Schweden           | RW       | St. Louis Blues (von San Jose Sharks)                                                | Skellefteå AIK (SHL)                                |
| 72. | Anton Olsson      | Schweden           | D        | Nashville Predators (von Los Angeles Kings via Carolina Hurricanes)                  | Malmö Redhawks (SHL)                                |
| 73. | Ayrton Martino    | Kanada             | LW       | Dallas Stars (von Vancouver Canucks)                                                 | Omaha Lancers (USHL)                                |
| 74. | Oliver Johansson  | Schweden           | LW       | Ottawa Senators                                                                      | Timrå IK (Allsvenskan)                              |
| 75. | Ryder Korczak     | Kanada             | C        | New York Rangers (von Arizona Coyotes via New Jersey Devils und Washington Capitals) | Moose Jaw Warriors (WHL)                            |
| 76. | Tyson Hinds       | Kanada             | D        | Anaheim Ducks (von Chicago Blackhawks via Canadiens de Montréal)                     | Océanic de Rimouski (LHJMQ)                         |
| 77. | Cole Huckins      | Kanada             | C        | Calgary Flames                                                                       | Titan d’Acadie-Bathurst (LHJMQ)                     |
| 78. | Aljaksej Kolassau | Belarus            | G        | Philadelphia Flyers                                                                  | Dinamo Minsk (KHL)                                  |
| 79. | Justin Ertel      | Kanada             | LW       | Dallas Stars                                                                         | Summerside Western Capitals (MJHL)                  |
| 80. | Brent Johnson     | Vereinigte Staaten | D        | Washington Capitals (von New York Rangers)                                           | Sioux Falls Stampede (USHL)                         |
| 81. | Benjamin Gaudreau | Kanada             | G        | San Jose Sharks (von St. Louis Blues)                                                | Sarnia Sting (OHL)                                  |
| 82. | Dsmitryj Kusmin   | Belarus            | D        | Winnipeg Jets                                                                        | Dinamo Maladsetschna (belaruss. Extraliga)          |
| 83. | Patrik Hamrla     | Tschechien         | G        | Carolina Hurricanes (von Nashville Predators)                                        | HC Energie Karlovy Vary (tschech. Extraliga)        |
| 84. | Kirill Kirsanow   | Russland           | D        | Los Angeles Kings (von Edmonton Oilers via Calgary Flames)                           | SKA Sankt Petersburg (KHL)                          |
| 85. | Brett Harrison    | Kanada             | C        | Boston Bruins                                                                        | Koovee (Mestis)                                     |
| 86. | Caedan Bankier    | Kanada             | C        | Minnesota Wild                                                                       | Kamloops Blazers (WHL)                              |
| 87. | Dmitri Kostenko   | Russland           | D        | Canadiens de Montréal (von Washington Capitals via San Jose Sharks)                  | Lada Toljatti (Wysschaja Hockey-Liga)               |
| 88. | Stiwen Sardarjan  | Russland           | RW       | Buffalo Sabres (von Florida Panthers)                                                | Krasnaja Armija Moskau (MHL)                        |
| 89. | Cameron Whynot    | Kanada             | D        | Calgary Flames (von Toronto Maple Leafs via Los Angeles Kings)                       | Halifax Mooseheads (LHJMQ)                          |
| 90. | Luca Münzenberger | Deutschland        | D        | Edmonton Oilers (von Pittsburgh Penguins via San Jose Sharks und Minnesota Wild)     | Kölner Junghaie (DNL)                               |
| 91. | Taige Harding     | Kanada             | D        | Chicago Blackhawks (von Carolina Hurricanes)                                         | Fort McMurray Oil Barons (AJHL)                     |
| 92. | Andrei Bujalski   | Kasachstan         | C        | Colorado Avalanche                                                                   | Dubuque Fighting Saints (USHL)                      |
| 93. | Tristan Lennox    | Kanada             | G        | New York Islanders                                                                   | Saginaw Spirit (OHL)                                |
| 94. | Aidan Hreschuk    | Vereinigte Staaten | D        | Carolina Hurricanes (von Vegas Golden Knights via Detroit Red Wings)                 | USA Hockey National Team Development Program (USHL) |
| 95. | Joshua Bloom      | Kanada             | LW       | Buffalo Sabres (von Canadiens de Montréal)                                           | Saginaw Spirit (OHL)                                |
| 96. | Roman Schmidt     | Vereinigte Staaten | D        | Tampa Bay Lightning                                                                  | USA Hockey National Team Development Program (USHL) |

### Runde 5
| #    | Spieler      | Nationalität | Position | NHL-Team            | College-/Junioren-/Profi-Team |
| ---- | ------------ | ------------ | -------- | ------------------- | ----------------------------- |
| 151. | Håkon Hänelt | Deutschland  | C        | Washington Capitals | Eisbären Berlin (DEL)         |

### Runde 6
| #    | Spieler      | Nationalität | Position | NHL-Team            | College-/Junioren-/Profi-Team |
| ---- | ------------ | ------------ | -------- | ------------------- | ----------------------------- |
| 187. | Nikita Quapp | Deutschland  | G        | Carolina Hurricanes | Krefeld Pinguine (DEL)        |